# 鏈鋸人
《鏈鋸人》是由日本漫畫家藤本樹所創作的黑暗奇幻少年漫畫，該作於2018年12月3日發售的《週刊少年Jump》2019年第1號開始連載，這也是藤本樹首度在該雜誌連載的作品。故事主要描述一名斬殺惡魔維生的少年——淀治，經歷意外後重生並獲得了「鏈鋸惡魔」的力量，從此加入公安部門與各式惡魔交戰。
《鏈鋸人》獲得《這本漫畫真厲害！2021》男生篇第一名、第66屆小學館漫畫獎少年向部門等獎項。截至2024年12月，漫畫累計發行量突破3000萬本。
漫畫的第一部「公安篇」於《週刊少年Jump》2021年第2號完結，並於同期宣布第二部將於集英社旗下的網上漫畫平台少年Jump+上連載；目前第二部「學園篇」已於2022年7月13日開始連載。
改編電視動畫第一季已於2022年10月11日起在東京電視台播映，共12集。動畫版續作《劇場版『鏈鋸人 蕾潔篇』》於2023年12月17日宣布以劇場版形式製作，本片預定於2025年9月19日上映。

## 故事

### 設定
故事背景為90年代末期，與現實相近但略有差異，例如故事中的蘇聯尚未解體。在這個世界上充斥著被稱為「惡魔」的怪物，惡魔是帶著動植物和概念等所有事物的名稱而誕生，力量比人類更強大的怪物。人們認為該名稱越是恐怖，惡魔的力量就越大。惡魔可以透過補充人類的血液來維持力量和治癒傷勢。佔據人類的屍體的惡魔稱為「魔人」，具有惡魔的人格和人類的外貌，只有少數可以保持理性。「武器人」指心臟與惡魔融合的個體，共通點是能透過啟動開關變身、再生或復活，變身後頭部及其他身體部位具有武器外型。「惡魔獵人」是指以消滅惡魔為業的人，包括政府轄下的「公安對魔特異課」和民間的惡魔獵人。

### 第一部
一名貧困的少年淀治為了還債和生計與鏈鋸惡魔波奇塔合作獵殺惡魔。某天晚上，淀治遭到其雇主及殭屍惡魔的暗算而被分屍，波奇塔為了救活淀治以契約的方式和淀治的心臟結合，代價是淀治必須讓波奇塔看到他的夢想，讓淀治重獲新生並擁有變身成鏈鋸惡魔的力量。淀治解決了債主後被公安對魔特異課4課的真紀真發現並招募至旗下，雖然真紀真把淀治當成狗一樣對待，但淀治還是對她一見鍾情。
真紀真安排淀治與前輩早川秋共同行動並讓淀治寄居在秋的家中，讓他得以脫離有一餐沒一餐的日子，此後淀治開始思考他下一個夢想目標——揉女性胸部。血之魔人帕瓦成為了淀治的搭檔，帕瓦以讓他揉胸部為報酬，誘騙淀治以贖回遭蝙蝠惡魔綁架的喵子，在淀治與秋分別擊敗了蝙蝠惡魔與水蛭惡魔後，帕瓦也住進了秋的家中，開始了三人的共同生活。而帕瓦為了報答淀治而答應讓他揉胸部，但淀治卻在揉完後感到空虛並陷入困境，在經過真紀真的指點後，淀治了解到應該注重心靈上的交流，真紀真與此同時揭露了殺害大量人類的鎗之惡魔的事實，也和他約定，在擊倒鎗之惡魔後會實現他的願望。
早川家三人及秋的搭檔姬野等4課的成員前往被惡魔佔據的旅館調查，永遠惡魔要求眾人殺死淀治並將他的心臟交給他，而將眾人困在8樓。成員間發生內訌後，淀治決定主動跳入惡魔口中，與其大戰三天，最後永遠惡魔受不了疼痛而投降，眾人得以脫困。
鎗之惡魔之後似乎盯上了淀治的心臟，一名前民間惡魔獵人澤渡茜便以鎗之惡魔的名義，取得槍械後與武士刀的黑幫合作暗殺公安對魔特異課的成員。姬野與多名4課的成員因此陣亡，殘存的成員被整併成一課，由真紀真統領，淀治及帕瓦也在之後接受隊長岸邊的訓練，秋則與未來惡魔簽訂了契約。在真紀真率領新的4課擊潰黑幫後，秋與淀治成功為姬野向武士刀復仇。雖然澤渡茜因為不明原因遭其契約的蛇之惡魔殺害，而未能調查出其真正動機，但公安仍以獲得的肉片掌握了鎗之惡魔的動向。
雖然淀治傾心於真紀真，但他因為避雨而邂逅了於咖啡店打工的蕾潔，在種種相處下內心一度動搖。然而蕾潔其實是蘇聯派來的刺客，在蕾潔表明自己只是想獲得鏈鋸惡魔的心臟，企圖使用炸彈惡魔的能力逼淀治就範後，雙方展開激戰。淀治獲勝後相約與她遠走高飛，但蕾潔卻在與淀治見面前被真紀真及天使攔下並遭到殺害。
在與蕾潔的戰鬥中，淀治變身的樣貌及存在透過新聞開始廣為人知，各國惡魔獵人紛紛出動暗殺他，而公安也派人保護淀治，各方死傷慘重，其中岸邊更計畫與殺手之一的前搭檔光星合作，打算殺死真紀真。不料聖誕老人成功暗算淀治並將參戰雙方拉下地獄，因此完成和黑闇惡魔的契約，並獲得黑闇惡魔的力量，企圖殺死真紀真。真紀真前往地獄將眾人救出，被救出後淀治與光星等人暫時合作擊敗了聖誕老人，但真紀真在最後將光星及其搭檔的魔人殺害，讓此事件告一段落，眾人回歸日常生活。
公安準備討伐鎗之惡魔，秋因對淀治與帕瓦日久生情而選擇放棄對鎗之惡魔復仇。然而真紀真表示討伐鎗之惡魔只是表面行動，實際上其早已被打敗，肉片由多國保管，行動實質目的是發動戰爭奪取他國的肉片。不久，秋透過未來惡魔看見了自己和帕瓦都將被淀治所殺的未來，與天使一同前往尋求真紀真的幫助，結果兩者都遭實為支配惡魔的真紀真支配。真紀真隨即使用受她支配的人一起迎擊美國派來殺死她的鎗之惡魔。鎗之惡魔被擊敗，在真紀真的設計下，秋被變成鎗之魔人，並陷入打雪仗的幻想無意識地攻擊淀治，淀治逼不得已只能將秋給殺死。
秋的死讓淀治瀕臨崩潰，他便使用當初和真紀真的約定，讓自己成為她的狗，服從指揮過活。契約成立後，真紀真隨即殺死帕瓦，並揭露淀治封閉的回憶——他童年時為了自保殺死酗酒的父親——來摧毀淀治的心智，使他徹底服從自己。岸邊率公安討伐真紀真，但真紀真向鏈鋸人求救，波奇塔遂以鏈鋸人的形態現身並摧毀對方戰力。面對岸邊的質問，真紀真透露鏈鋸人的能力可以吞食惡魔的方式抹消事物的存在，且透露其目的是支配鏈鋸人並藉著他的能力消滅世上苦難，創造人人平等、幸福的世界。真紀真帶隊擊敗鏈鋸人，但帕瓦憑著被淀治喝下的血復活後，犧牲自己讓淀治復活，並和他簽訂契約，要他找回血之惡魔。淀治復活後重新振作，並在決戰時設計擊敗真紀真，並將其大卸八塊，做成薑汁燒肉等各種料理後吃下，打算藉此阻止她復活並承擔她的罪孽。
岸邊將沒有舊有記憶的新生支配惡魔那由多交給淀治撫養。在夢境中，波奇塔表示自己的願望是被人擁抱，而淀治已經實現此願望，所以他希望淀治也能實現支配惡魔的願望——與人建立對等的關係。在波奇塔的建議下，淀治抱著那由多沉沉睡去。故事最後，淀治進入高中就讀，並繼續擔任剷除惡魔的鏈鋸人。

### 第二部
陰鬱的高中少女三鷹朝，痛恨著鏈鋸人與惡魔。某日朝被與正義惡魔簽訂契約的班長殺害，彌留之際，戰爭惡魔——夜現身，奪取了朝的身體並保留她一半的腦部，使朝復活但受制於夜。為奪回身體主導權，朝與夜聯手，一同尋找並打算殺死鏈鋸人。鏈鋸人已成為家喻戶曉的人物，雖評價兩極，但淀治仍試圖在不刻意的情况下公開身份，然而卻頻遭加入神秘組織的吉田博文阻撓。
朝在追尋鏈鋸人期間結識好友裕子，未料裕子亦與正義惡魔簽約，為替朝報復霸凌者而在校内展開屠殺。朝與夜聯手阻止，戰鬥中飢餓惡魔——希雅現身使局勢更加混亂，淀治也即時介入，裕子戰敗逃亡。裕子後向朝訣別，卻遭身份不明的假鏈鋸人殺害。
為製作更強大的武器對抗鏈鋸人，朝與夜盯上了淀治，策劃於水族館約會試圖將其變成武器，卻遭希雅用永遠惡魔將兩人及吉田、惡魔獵人社團成員困於館內。朝與淀治交流心聲後靈機一動，利用水族館槍成功脫困。後續兩人再度約會，夜屢次試圖將淀治化為武器均告失敗，那由多察覺後抹除了朝的記憶。以為被放鴿子的朝，翌日被吉田警告遠離淀治。
朝的人際關係接連受挫，此時遭遇希雅派出的根源惡魔——掉落惡魔，令朝一度絕望欲自殺，危急之際，淀治以鏈鋸人身份救下朝。爾後二人受假鏈鋸人的幫助，逃離掉落惡魔與食客的襲擊，但仍被吞食，所幸那由多及時相救。希雅將掉落惡魔回收，並向那由多提議聯手對抗預言的恐怖大王，但被那由多拒絕。 
掉落惡魔事件後，朝對鏈鋸人心生愛慕，與夜理念分歧。希雅建議她加入鏈鋸人教會斬殺惡魔，朝更成為教會代言人。吉田向淀治展示社會因鏈鋸人分裂的現況，警告若繼續行動將危及那由多，最終淀治選擇放棄鏈鋸人身份，回歸平凡生活，由三船文子護衛。
教會武器人副總帥——巴爾艾姆策劃屠殺，欲喚回鏈鋸人，卻被公安迅速鎮壓，使得鏈鋸人的聲望一落千丈。巴爾艾姆召喚火之惡魔，操縱信眾化為假鏈鋸人，並揭示真相：信眾們實際上是與火之惡魔簽約，而非正義惡魔，其目的是強化人類對鏈鋸人與戰爭的恐懼，以對抗恐怖大王——死之惡魔。吉田試圖逮捕朝，在斬下其右手後，自知不敵重獲力量的夜而撤退。動亂中，淀治家被教會的武器人焚毀，喵子與哈士奇罹難，他盛怒下化為鏈鋸人並殺死了須鄉等武器人，但受重傷而被民眾圍攻。那由多支配民眾救走淀治，卻被巴爾艾姆煽動民眾攻擊，那由多自此下落不明。
淀治因違反約定變身而被公安肢解監禁，朝、夜、希雅聯手前往營救。先後與惡魔獵人社團成員、武士刀及釘子結盟。最後在光星的通融下成功救出淀治，朝也終於得知淀治就是鏈鋸人。
沮喪的淀治尋找那由多的下落，希雅提議前往壽司店消愁。抵達後該處早已被公安埋伏，巴爾艾姆也現身，並以迴轉壽司送上那由多的頭顱，淀治見狀後暴走，扭斷了巴爾艾姆的脖子，波奇塔隨後再次以鏈鋸人的形態現身，屠殺了包圍的公安。公安聯合了根源性惡魔——衰老惡魔，以萬名幼童性命為代價，欲讓其被鏈鋸人吞食，阻止人類衰老。夜見鏈鋸人再現，決定發起挑戰，在成功將鎗、戰車兩眷屬惡魔化成腕鎧後，將其打退，但隨後衰老惡魔便將淀治與朝困入永生不死的封閉世界。淀治與朝被困後談心，淀治決定重新振作，開始計劃逃脫，期間意外將吉田也帶入這個世界。眾人與外界的文子合作後成功讓衰老惡魔放棄被吞食的想法，重返人間。
死之惡魔降臨將至，夜答應若淀治成功殺死死之惡魔，便會與他做愛，否則就將他做成武器，親手打敗她。隔日朝驚恐地向淀治表示，夜正在想著比殺死全人類更可怕的事情。同時一名神秘的轉學生轉學至第四東高等學校，趕來的假鏈鋸人判斷其為死之惡魔，然而該名轉學生卻表示自己是飢餓惡魔——希雅。此前故事中的「希雅」帶著掉落惡魔登場，揭曉實為死之惡魔，她一直冒用著妹妹飢餓惡魔的名字。死之惡魔透露正在想辦法阻止自己讓人類滅亡，隨後將假鏈鋸人及希雅吃下並控制住，讓其向人類散播恐懼。（未完待續）

## 登場角色

### 主角
淀治（聲：戶谷菊之介、井上麻里奈（幼年時期）（日本）；羅偉傑、冼詠儀（幼年時期）（香港）；江志倫（台灣））
第一部「公安篇」的主角，金色頭髮的16歲少年。幼時被迫背負著父親生前向黑社會欠下的巨額債務，絕望時偶遇受傷的鏈鋸惡魔（波奇塔），並以救他為條件和其達成契約，為還清債務開始替黑社會當惡魔獵人。從小就身為惡魔獵人的他，無法上學，導致他缺乏生活常識，每天過着難以溫飽和被黑社會奴役的生活，還變賣掉了自己的多個器官，人生一片黑暗。悲慘的經歷使得他的夢想簡單、渺小，只希望能有飯吃、能和女孩子交往，非常忠於自己的慾望。
某晚淀治被雇主叫喚並與波奇塔一同遭其殺害，被分屍丟棄至垃圾桶。日久生情的波奇塔為救淀治，和他重新簽訂契約成為了其心臟讓其復活，並要淀治讓他看到他的夢想，就此淀治獲得了變身的能力。發動能力的條件是拉動胸口的啟動繩。武器惡魔的狀態下頭部及雙臂上會長出鏈鋸，緊急時刻也可以讓腳變成鏈鋸，或是用鏈條纏住對手。
遇上真紀真後被招募入公安部做惡魔獵人，從此喜歡上真紀真，之後被安排和帕瓦一同寄住在早川家。在公安工作期間，淀治陸續遇上一些各路的惡魔、殺手或惡魔獵人的追殺，目的大多為奪取他的心臟（波奇塔）。
在第一部故事後期，淀治被逼殺死化為鎗之魔人的秋，經歷秋的死亡之後，精神疲憊，不想作出痛苦的思考，只想成為真紀真的「狗」。之後真紀真在淀治面前殺死帕瓦，並揭露淀治父親的死因，讓他完全失去思考能力。隨後岸邊帶部隊來擊殺真紀真，真紀真向鏈鋸人求救，波奇塔遂以鏈鋸人的形態現身，並在之後與真紀真及其手下交戰。在鏈鋸人重傷瀕死之際，帕瓦用盡最後力氣將其救下後成功變回淀治。淀治明白了真紀真的目的只是想支配鏈鋸惡魔，而不是想要真心對待他，決定與真紀真進行決戰。看穿真紀真只靠氣味辨識自己後，埋伏用帕瓦的血液做成的鏈鋸戰勝真紀真，後將真紀真做成各種料理吃下肚。第一部「公安篇」完結前，與那由多一起生活並到了高中上學。
第二部「學園篇」中，鏈鋸人成為了毀譽參半的知名人物，不過淀治身為鏈鋸人的身份未被大眾所知，所以淀治想盡辦法讓自己不做作地曝光身份。但在這段期間，淀治的行動不斷受到吉田的阻擾，吉田以避免社會因鏈鋸人起衝突為理由，告誡淀治不要再以鏈鋸人的身份活動，否則公安將殺死那由多，在經過了幾番掙扎後，淀治放棄了當鏈鋸人的想法，暫時與那由多過著平凡的生活。
波奇塔／鏈鋸惡魔（聲：井澤詩織（日本）；李詩婷（香港）；連思宇（台灣））
鏈鋸惡魔。外表像小型犬，頭頂有鏈鋸，尾部有拉環，可以直接當鏈鋸用。在瀕死重傷的時候遇到淀治，淀治以用他的血治傷為條件成為其契約惡魔，也是淀治早期唯一的朋友兼傾訴對象。之後與淀治一起被殺害分屍並丟棄在垃圾桶，瀕死前與淀治重新簽訂契約而使自身與其心臟結合，讓淀治重獲新生，尾部則殘留在淀治胸口。真正的形態為全身黑色、四隻手臂的強大惡魔，在被打敗後總是能不斷再站起來，會於淀治的心靈崩潰時現身。擁有吞噬存在與名字的力量，且會呼應惡魔的求救，殺死求救者與加害者。
鏈鋸人
原本為波奇塔在惡魔間的稱號，後因淀治的活躍大眾開始以此稱呼淀治變身後的形象。雖「鏈鋸人」一詞同為本系列標題，但此稱號初次於漫畫中被提及已是第一部後段的83話，在此之前人們多半以鏈鋸（チェンソー）、電鋸（デンノコ）、鋸子男（ノコギリ男）等模稜兩可的稱號稱呼變身後的淀治。
三鷹朝
第二部「學園篇」的女主角，被夜稱呼為「朝」。一名性格陰沉的女學生，因雙親遭遇惡魔事故死亡而憎恨惡魔、鏈鋸人。在意外壓死班級飼養的雞之惡魔咕咕嗶（後揭露為班長藉此設局陷害朝）後，遭受班級多數同學杯葛孤立。日後，朝被班長與田中老師邀出來參拜咕咕嗶，卻在前往的路上被與正義惡魔簽訂契約的班長攻擊而死亡。死亡後被夜奪去身體並因此復活，但被夜留下一半的大腦而能保住自己的人格，並能與其對話。
在夜住進體內後，被夜要求四處打聽鏈鋸人的情報，以及製造強大的武器來對付鏈鋸人，朝也在其過程中結識吉田、裕子、淀治等人，但眾多突發事件讓朝與他們的關係不斷地被剝奪。
在掉落惡魔事件中因被鏈鋸人所救，而喜歡上鏈鋸人，因此與夜想殺死鏈鋸人的想法產生歧見。不久後加入鏈鋸人教會斬殺惡魔，想以此幫助鏈鋸人，並因此成為教會的看板人物、社會上的名人。
夜／戰爭惡魔
「四騎士」之一，被朝稱呼為「夜」。最初以類似貓頭鷹的形象出現，之後奪取了朝死後的身體，將其復活，並留下了朝一半的大腦，讓朝能保有自己的人格。她平時會以幻象的形式出現在朝的身邊，其外貌與朝一致，差別在臉上有疤痕及圈狀的瞳孔、披頭散髮。能在朝感到恐懼以外的時候隨時奪取身體的主導權，並將所有物化為武器戰鬥。在與朝相遇以前曾與鏈鋸人交戰並戰敗，身體遭鏈鋸人啃食，導致人類對戰爭的恐懼弱化。由於與朝共用大腦，能得知朝內心的想法及感受。目前與朝合作並以殺死鏈鋸人為目標，要他把核武器吐出來。在衰老惡魔篇犧牲了自己的眷屬惡魔——鎗、戰車惡魔，將其化為了腕鎧，讓她擁有強大的攻擊能力。

### 公安警察

#### 對魔特異4課
實驗性的部隊，由人類、惡魔和魔人組成。在槍擊事件中，大多數成員喪生，將1～3課與4課合併。
真紀真（聲：楠木燈（日本）；馬晨曦（香港）；林沛笭（台灣））
淀治的上司，内閣官房長官直屬的惡魔獵人。外表為粉紅色頭髮並時常綁著麻花辮的年輕女性。平時看似溫柔婉約，但實際上捉摸不透，為達目的不擇手段，會將下屬稱為「狗」。
實為「四騎士」之一的支配惡魔，可以支配認為比自己低等的生物及惡魔，導致想殺她的人不在少數，是世界各國政府與許多惡魔所忌憚的存在。有著與日本內閣總理大臣的契約，使自身受到的一切傷害會全數轉化為日本國民的疾病或事故。真紀真作為少數與人類外型幾乎無異的惡魔，也有著與人類相同的興趣，喜歡吃美食、喝酒、看電影。
第一部故事後期，美國總統曾以美國國民一年的壽命為代價召喚鎗之惡魔殺死真紀真，但失敗告終。自稱是鏈鋸人的粉絲，從故事的剛開始就暗中計畫破壞淀治與波奇塔的契約，企圖利用鏈鋸人吞噬存在的能力創造出一個平等的社會，或被其吞噬。真紀真在成功引出波奇塔的真實形態後與其交戰，企圖支配鏈鋸人，但被岸邊、帕瓦等人阻擾。最終的大戰真紀真被淀治用計埋伏，遭到帕瓦的血液做成的鏈鋸殺死，之後被淀治作成各種料理吃下肚。
那由多
新的支配惡魔，被岸邊在中國發現並帶回日本。外貌為幼小的女孩，有著和真紀真一樣的瞳孔，左眼角有淚痣，個性沉默、文靜。岸邊以「交給國家管理養育的話，遲早又會變成第二個真紀真吧」為由托付給淀治照顧。波奇塔揭露了支配惡魔其實渴求對等的關係，要求淀治多抱抱這位新的支配惡魔。
那由多在第二部初登場時，髮型改變成與真紀真酷似的麻花辮，個性則轉變成調皮搗蛋，淀治雖形容她為「問題兒童」，但非常重視她這如妹妹般的存在。那由多曾透過淀治的記憶得知身為真紀真時的過去，起初還打算重蹈覆轍，但與淀治相處後不僅放棄了此想法，也使得她的個性變得開朗。
在教會動亂期間失蹤，後其頭顱被巴爾艾姆放在迴轉壽司盤上，導致淀治崩潰，再次讓波奇塔以鏈鋸人的形態現身。
早川秋（聲：坂田將吾、村瀨步（幼年時期）（日本）；黃文軒、麥曉盈（幼年時期）（香港）；王辰驊（台灣））
淀治的前輩，資歷比淀治大上三年。留著有一搓小辮子的武士頭，個性認真、冷靜。在雙親和弟弟大洋被鎗之惡魔殺害後，便開始追擊著其蹤跡並加入公安展開復仇。淀治與帕瓦在加入公安之後住進了秋的家中，秋則負責照顧兩人的生活起居，不過起初非常厭惡他們的存在。
秋曾經與狐狸惡魔、詛咒惡魔有過契約，在原先的搭檔姬野死後，改與未來惡魔簽訂契約，被其預言「你的未來將會以最慘的方式死去！」，之後秋與天使成為搭檔。
秋在多次的任務中與淀治等人一同出擊，也漸漸體會到復仇帶來的後果，而開始害怕失去日久生情的淀治與帕瓦，便選擇放棄向鎗之惡魔復仇。之後秋從未來惡魔得知自己不久後將被淀治殺死，而聽從天使的建議，與之前往向真紀真尋求協助，並在見到真紀真當下忘記自己為何會喜歡上真紀真，暗示了秋曾被真紀真竄改過記憶。之後真紀真支配了秋，使其成為鎗之魔人，並去襲擊淀治。襲擊當下，秋的意識世界中以為自己在與淀治打雪仗。最後淀治逼不得已而將秋殺死，秋則在與弟弟傳接球的幻象之中死去。
帕瓦（聲：菲魯茲·藍（日本）；吳梅（香港）；楊詩穎（台灣））
血之魔人，擁有操縱血液的能力，能將自身血液凝固成各式武器來戰鬥，同時也能幫他人止血。外表為頭頂有一對角的長髮少女，用「老子（ワシ）」稱呼自己。
性格傲慢自大、愛說謊，也缺乏生活常識、衛生觀念不佳、不愛吃蔬菜，穿戴著胸墊，與淀治、秋相處過後上述缺點有稍微改善。養了一隻名為「喵子（ニャーコ）」的貓，將其視作唯一的好友，其後蝙蝠惡魔把喵子抓走要脅以人類作為交換，在找尋人類的路上被真紀真抓住，被迫加入公安與淀治搭檔。帕瓦藉著外出把淀治騙入小屋中成為蝙蝠惡魔的食物，但由於蝙蝠惡魔嫌棄淀治的血難喝而將她吞下肚。在淀治擊敗蝙蝠惡魔後，帕瓦與淀治、早川秋正式組成小隊，她也從此住進了早川家。
第一部故事後期被真紀真支配，將生日蛋糕帶到真紀真家門口給淀治慶祝生日，於淀治開門後遭真紀真殺害。後來波奇塔向殘留在淀治體內的帕瓦血液求助，想要她救回淀治，帕瓦吃下了波奇塔的肉而以血之惡魔的形態復活，救出了與真紀真陷入苦戰的鏈鋸人。一度因為真紀真的威脅利誘打算將其出賣，但由於想起與淀治相處的時光而反悔，帶著鏈鋸人逃走時遭到來自真紀真部下們的各種攻擊。最終因傷勢過重，在臨死前與淀治簽訂契約，將血給淀治使用，並要他把血之惡魔從地獄找回來再變成帕瓦。真身為鏈鋸人的眷屬之一，對應位階為能天使（Powers）。
血之惡魔（血の悪魔）
帕瓦原本的惡魔形態。外表為有著四條手臂，女性身軀的惡魔，下巴到腹部的部分看起來像內臟裸露在外。保留了帕瓦魔人時期的十字形的眼睛、頭髮和角。操控血液的能力比還是魔人的時候強上許多，可以用別人的血液直接製造武器並從體內殺害，也可以製造大量的血之武器在空中射出。
姬野（聲：伊瀨茉莉也（日本）；王綺婷（香港）；曾允凡（台灣））
淀治和秋的前輩，右眼掛眼罩，留著黑色中長髮的女性，是個大方、有親和力的資深惡魔獵人。秋是她第6任搭檔，由於前5任都死了的關係，她對秋關愛有加。是個老菸槍，原本討厭菸味的秋後來也受到其影響而開始抽菸。以右眼為代價與幽靈惡魔簽訂契約，讓她能操縱幽靈的手臂。她是淀治的初吻對象，卻因酒醉而吐在淀治的嘴巴裡。
在與澤渡茜等人的戰鬥中，將自己的一切獻給幽靈惡魔後消失死去。之後秋與幽靈惡魔戰鬥時，姬野透過幽靈惡魔遞給了秋一根原先保留在她那邊並寫著「Easy revenge!」的煙，要他往後輕鬆地復仇。
東山小紅（聲：高橋花林（日本）；梁衡（香港）；穆宣名（台灣））
特異4課的新人，淀治的同事，20歳。性格膽小，卻有著與此完全相反的高超戰鬥力。小紅稱自己擁有契約惡魔，不過是個秘密，漫畫中也未曾揭露。家中有多個兄弟姊妹，小紅的父母為了能讓優秀的哥哥順利上大學而強迫她去工作，讓她除了賣身或當惡魔獵人外別無選擇。永遠惡魔事件時為了脫困一度想犧牲淀治，脫困後相當羞愧。在遭遇槍擊事件後幸運生還，並在之後從澤渡茜等人手中將淀治救回。曾有一台靠著工資買來的汽車，但在刺客事件中遭到毀損。在刺客事件結束後辭去了公安的工作，改在漢堡快餐店擔任服務員，工作期間遭受到職場霸凌而求救，意外因此捲入鏈鋸人及真紀真的戰鬥中，後來被鏈鋸人及岸邊救出。
荒井博一（聲：八代拓（日本）；蔡威賢（香港）；陳彥鈞（台灣））
特異4課的新人，淀治的同事，22歳，契約惡魔是狐狸惡魔，是名古板熱血的青年。參與了尋找鎗之惡魔碎片的任務與淀治結識，初期不喜歡淀治，永遠惡魔事件時為了脫困一度想犧牲淀治，而後被其所救心生愧疚。與小紅外出執行任務時遭到武士刀與澤渡的同黨埋伏，為了保護小紅而被射殺。
圓（聲：武藤正史）
特異4課成員。戴著眼鏡，臉上有一道橫貫的傷疤的男性。在槍擊事件中少數存活的4課人類成員，事件後向真紀真辭去工作。
伏（聲：小林親弘（日本）；馬國堯（台灣））
特異4課成員。棕色短髮的男子。聲稱自己IQ134，本身也有魔人的同事，並表示他的魔人沒辦法像帕瓦那樣保持理性。在槍擊事件中被殺害。
岸邊（聲：津田健次郎（日本）；袁德基（香港）；梁興昌（台灣））
原對魔特異1課，槍擊事件改組後成為對魔特異4課的隊長。時常酗酒的中年男性，左臉頰有傷疤，自稱是「最強的惡魔獵人」，被人稱為「瘋狗岸邊」。姬野與秋的師父，也曾在討伐武士刀的行動前，負責訓練淀治和帕瓦，其身手能輕鬆壓制兩人。身上的契約惡魔有爪、小刀、針。年輕時是光星的搭檔，喜歡光星，卻多次被對方拒絕。在刺客事件中與光星交手前曾表示想與之一起殺掉真紀真。第一部故事後期帶上部隊欲殺死真紀真，不料未果，後帶著淀治及小紅藏匿起來。於第一部最後帶著在中國發現的那由多交給淀治扶養。
比姆／鯊魚魔人（聲：花江夏樹（日本）；喬資淯（台灣））
赤裸著上半身，鯊魚頭的男性，能夠自由穿梭在地面或牆面，頭部及全身可以化為鯊魚惡魔，但維持時間不長。蕾潔的事件前，帕瓦因攝取太多血液可能會有暴走的危險，而被真紀真帶去抽血，比姆也因此成為淀治的臨時搭檔。比姆似乎保有著對鏈鋸人的記憶，並稱呼淀治為鏈鋸大人（チェンソー様），對其也十分崇拜。黑闇惡魔事件中，為了喚醒淀治，在地獄被黑闇惡魔切碎殺死。真身為鏈鋸人的眷屬之一，對應位階為智天使（Cherubim）。
鯊魚惡魔
比姆原本的惡魔形態。外表為有著多個眼睛、兩對像昆蟲脚般胸鰭的鯊魚。機動性強，在作品中曾背著淀治在颱風惡魔的身上奔跑。
加爾加利／暴力魔人（聲：內田夕夜（日本）；梁興昌（台灣））
臉戴鳥嘴面具的男子，小紅的搭擋，個性十分友善。原本惡魔變成魔人後應該會弱化，卻因為實力太過強大而被迫戴上含有毒氣的面具。武術高強，攻擊時能讓肢體肌肉強化。黑闇惡魔事件中，在地獄卸下面具，初次露出真面目，由於身上特徵與荒井博一相似，疑似是由其屍體轉化而成的。之後被黑闇惡魔貫穿身體多處後被刀殺死。真身為鏈鋸人的眷屬之一，對應位階為座天使（Galgalim）。
普琳西／蜘蛛惡魔（聲：後藤沙緒里（日本）；楊詩穎（台灣））
外觀為臉部帶著拉鍊，下半身為蜘蛛的黑髮女子，沉默寡言，少數最接近人類外型的特殊惡魔，但本質還是惡魔，脾氣不好會胡亂殺人。黑闇惡魔事件中傳送真紀真來到地獄，後被真紀真支配。真身為鏈鋸人的眷屬之一，對應位階為權天使（Principalities）。
天使／天使惡魔（聲：內田真禮（日本）；穆宣名（台灣））
外觀為長髮，有著天使翅膀和光環的俊美男子，性格慵懶，少數最接近人類外型的惡魔，也是少數對人類没有敵意的惡魔。在姬野死後成為秋的新搭檔。據真紀真所言，認真起來實力是4課中除岸邊外的最強。能力是觸碰到他人時會吸收其生命儲存起來，並在需要時轉換成特殊的武器從光環中取出，武器會根據使用壽命變强，因為會“呼喚死亡”所以本人討厭這種能力。過去生活在一個小漁村，並與當地居民相處的十分融洽，但某天卻被真紀真操縱，把村子裏的人的壽命全部吸走，而這個記憶也被抹去了。
在與黑闇惡魔的戰鬥中失去了雙臂，並於之後對秋提出向真紀真尋求協助的建議，卻親眼看到秋被真紀真支配，因此恢復記憶，試圖反抗但再次被支配。真身為鏈鋸人的眷屬之一，對應位階為天使（Angels）。

#### 對魔特異2課
野茂（聲：赤羽根健治）
秋在2課時期的前輩，非常看重秋並希望他回到2課。右臉頰有著大片傷痕的刺蝟頭男性。契約惡魔是狐狸惡魔（手部）。在與蕾潔的戰鬥中不敵對方的爆炸與再生能力遭到殺害。
加藤、田邊
2課的成員。契約惡魔不明，擁有透過咬自己的手遠距離在對方內臟長出黴菌的能力。與蕾潔交戰後生死不明。
副隊長
2課的副隊長，本名不詳。與秋同樣可以使用狐狸惡魔的頭部。在與蕾潔的戰鬥中狐狸惡魔因不喜歡武器人的味道臨陣脫逃，他之後不敵蕾潔而遭殺害。

#### 京都公安
黑瀨勇太郎（聲：河西健吾（日本）；杜景煜（香港）；賈文安（台灣））
男性。和天童為搭檔，為懲罰惡魔的契約者，臉上有一道橫貫的傷疤。學生時期曾是足球隊成員，因為兄長被惡魔殺害而成為公安惡魔獵人。曾與天童幫助過真紀真找到死囚與較高的神社，讓其使用能力擊殺遠在東京的敵人，也曾引薦秋與未來惡魔簽訂契約。被美國三兄弟射殺後由真紀真支配。
天童美智子（聲：上田瞳）
身高較高的女性。和黑瀨為搭檔，同為懲罰惡魔的契約者，與黑瀨一樣臉上有一道橫貫的傷疤。被美國三兄弟射殺後由真紀真支配。
昴
京都公安對魔1課所屬，負責指導宮城公安對魔2課，黑瀨等人的師傅。被美國三兄弟與黑瀨、天童一起射殺。

#### 宮城公安
日下部
宮城公安對魔2課所屬，真紀真指定作淀治的護衛。戴著黑框眼鏡，個性嚴肅。與石之惡魔簽訂契約，能用法陣將對手石化。在地獄中石之惡魔被黑闇惡魔殺死，日下部也隨之石化死亡。
玉置
宮城公安對魔2課所屬，真紀真指定作淀治的護衛，日下部的搭擋。在地獄中被黑闇惡魔殺死。
中村
宮城公安對魔2課所屬，與狐狸惡魔簽訂契約（手部）。突然冒出來對付傀儡大軍，還未自我介紹結束便被玉置打斷。後遭光星斬首身亡。

#### 對魔特異7課
三船文子
綁著短辮的女性，22歲，是由吉田安插並偽裝成高中生就近保護淀治的護衛，初次與淀治見面時便摸了他的下體。
是鎗之魔人事件的受災戶，其父母則在事件中遭波及身亡，因目睹當時落淚的淀治，而意識到鏈鋸人也只不過是個孩子，而決定要幫助淀治，然而卻在淀治打破不當鏈鋸人的約定後拋棄他。
於 14 歲時與性病惡魔簽訂了契約，能讓曾與之發生關係的人的外貌、心靈都變成本人，因此在世界各地有許多分身。
釘子（クギ）
中性外表、右半邊腦袋露出的魔人。擅長使用釘子及鐵鎚攻擊敵人。多次與在第二部加入公安的武士刀行動。

#### 其他公安
耳之惡魔
對魔特異5課所屬，頭部有著大耳朵的人形惡魔。被公安當成鏈鋸人抹消存在的實驗對象，而被鏈鋸人短暫吞下，使得耳朵的概念從世界上消失了數分鐘。

### 民間惡魔獵人
澤渡茜（聲：大地葉（日本）；張乃文（台灣））
前民間惡魔獵人，眼睛如蛇瞳的女性。能以指甲作為代價召喚蛇之惡魔。曾以鎗之惡魔的名義提供大量的槍械與武士刀的黑幫合作，企圖取得淀治的心臟。在公安討伐行動中被秋及小紅擊敗。據真紀真的報告，澤渡茜在被問出想要淀治心臟的原因前，疑似使用蛇之惡魔自殺身亡。後被真紀真支配，可知其死亡為遭真紀真滅口。
吉田博文
民間惡魔獵人，契約惡魔為章魚。高中生，真紀真指定招聘作淀治的護衛。實力不錯，能與光星短暫交手。
在第二部中疑似成為了公安惡魔獵人及在某個組織下工作，之後轉學至淀治、三鷹朝等人的學校就讀，負責監視淀治，防止淀治曝光身為鏈鋸人的身份。
美國三兄弟
與皮膚惡魔有契約，可以變成觸碰過的屍體的外貌。由於曾在大量災難中倖存，而自稱三人為不死之身。
長男
本名不詳，下巴有鬍鬚，行事冷血果斷，三人的領導者。在殺害黑瀨等人後，變身成黑瀨接近淀治一行人，之後被帕瓦開著小紅的車撞飛死亡。
喬伊
頂著類似爆炸頭的髮型。正當要為大哥復仇時，被吉田博文殺害。
阿爾德
右眼有著傷疤，比起兩位哥哥還要懦弱。在兩位哥哥被殺害後，曾變身成黑瀨去找黑瀨的朋友。後來曾打算偷襲光星、淀治等人，但以失敗告終。最後疑似假裝受到宇宙的能力影響，出現在電視機上大喊「萬聖節」。
光星
中國派來獵殺淀治的「最初的惡魔獵人」，右眼戴著眼罩，為岸邊的前搭檔，女同性戀，身邊有四位魔人同伴。被岸邊評論為：「要是把全人類聚在一起，舉辦徒手互毆大賽的話，第一名應該是光星。」能用長刀快速移動，並瞬間斬殺範圍內的人。武器人之一的弓箭人，發動能力的條件是拔出藏在眼罩下的箭。武器惡魔的狀態下頭部及雙臂長著弓與許多弓箭。變身武器人後與淀治共同對抗聖誕老人，於事件結束後遭真紀真殺害。之後遭真紀真支配並編入「對魔特異5課」，仍然只深愛女性，但對象變成了真紀真一人。
在第二部脫離真紀真的支配後，回歸至公安，被編至對魔特異7課。曾在假鏈鋸人肆虐時幫助淀治、那由多等人逃脫。後於收容設施與前來拯救鏈鋸人的朝等人交戰，在想起岸邊交代的事情後決定通融，要求將自己殺死。
師傅／聖誕老人
一名住在雪山上的女子，只剩下半年的壽命，被其徒弟托里卡稱為「師傅」。真實身份為聖誕老人，住在德國的老人為表面身份。表面上受某國政府所託要抹殺淀治，其真正目的為殺死真紀真。在故事中曾與傀儡惡魔、詛咒惡魔、地獄惡魔、黑闇惡魔簽訂契約。能將人做成精緻傀儡與一般傀儡，所有傀儡也能把其他人變成一般傀儡，但對魔人與武器人無效。在獻上淀治後，黑闇惡魔給予他的肉片，使得聖誕老人與其他傀儡結合，獲得強大的力量並打算殺死真紀真。後與淀治、光星等人交戰，最終被淀治擊敗，再被光星命令宇宙使用能力使其至死只能思考「萬聖節」。
傀儡師
住在德國的一名老人，原本被認為是「聖誕老人」，其實只是聖誕老人的精緻傀儡。
托里卡
聖誕老人的徒弟，最後被聖誕老人做成精緻傀儡。
蟬男
原民間惡魔獵人，本名不詳。被衰老惡魔困於封閉世界中82年，會時不時抱在樹上發瘋似地學蟬叫。在朝與淀治被困期間提供了資訊及幫助。脫困後重返社會於工地工作。

### 惡魔相關角色

#### 惡魔
鏈鋸惡魔

蕃茄惡魔（聲：田所陽向）
故事開始時淀治作為惡魔獵人時接受委託所討伐的惡魔。
殭屍惡魔（聲：宮田幸季（日本）；孟慶府（台灣））
臉長在身體上的惡魔，身邊有許多殭屍。故事開始時與僱用淀治的黑道簽訂契約，隨後被淀治斬殺。後遭真紀真支配，並於最終大戰被用來對付淀治。
肌肉惡魔
喜歡綁架少女的惡魔。他操縱少女和淀治的肌肉，後被淀治斬殺。動畫版中未登場。
蝙蝠惡魔（聲：松田健一郎（日本）；林谷珍（台灣））
蝙蝠外型的巨大惡魔，喜歡人血但對味道有些挑剔。被惡魔獵人重創後為了恢復體力抓走帕瓦的愛貓「喵子」並以其性命威脅她去替自己找人類當糧食，後被淀治殺死。
於第二部101話再次登場，外型較第一部時有所改變，並襲擊了三鷹朝及裕子，後來受到淀治與蟑螂惡魔的戰鬥波及，而遭壓扁死亡。
水蛭惡魔（聲：橘U子（日本）；錢欣郁（台灣））
水蛭外型的巨大惡魔，稱蝙蝠惡魔為她的男人。最後被早川秋召喚的狐狸惡魔給吞食。
狐狸惡魔（聲：甲斐田裕子）
早川秋和荒井博一等人的契約惡魔。全貌不明，分身外形酷似一隻巨大的狐狸，頭部和手部有多個大大小小的眼睛。召喚的方式是根據契約人類召喚部位的手型和「叩」的號令。喜歡帥哥，允許他們使用頭部，對人類特別親近，是公安許多成員愛用的惡魔，但吃下武器人後會因味道難吃而撤退。由於本體在京都，如果遭遇操縱空間的惡魔將無法被召喚。在與武士刀的戰鬥中被武士刀切開頭部戰敗，事後拒絕再與秋合作。
鎗之惡魔
能力極強的惡魔，誕生起因來自於13年前，因為槍械買賣盛行造成一般民眾恐慌。那天，鎗之惡魔出現，登陸後僅以五分鐘的時間就在全球各地殺死了近120萬人，其中包含早川秋的家人，隨後便銷聲匿跡，自此也讓秋從此踏上復仇之路。最後被美國總統以美國人民一年份的壽命及擁有的肉片召喚出來，並要求殺死真紀真。真紀真將其擊敗後並支配，讓鎗之惡魔附身於秋身上，使其成為鎗之魔人。
在第二部揭曉為因戰爭的概念所誕生的惡魔，也是戰爭惡魔的眷屬。關押於蘇聯的肉片經夜的召喚成為「鎗右腕鎧」。
幽靈惡魔（聲：木曾寬子）
姬野的契約惡魔，本體有著女性般的巨大頭部、花叢與多隻手臂組成的身體。姬野可以使用右手操控幽霊惡魔的一隻手臂。幽靈惡魔沒有眼睛，能感受到的只有人類的恐懼。在姬野獻上全身後顯現出本體，後被蛇之惡魔吞噬。最後在秋與澤度對峙時被蛇之惡魔吐出來操控，而後因秋想起姬野的話，對其再無恐懼之心而將之斬殺。
永遠惡魔（聲：近藤浩德、駒谷昌男、齊藤惠惠、篠原侑；黃志成（香港））
外表為有著多種臉孔的巨大異形惡魔，身上帶著鎗之惡魔肉片，在淀治等人尋找鎗之惡魔的期間將眾人困在一棟大樓裡，並逼迫其他人交出淀治的心臟換取大家的自由，淀治出面與其戰鬥三天三夜，最終因為無法忍受不斷被鏈鋸切割的劇痛而主動獻出心臟要求淀治了結他。
於第二部再次登場，外型改變為臉部由手指構成的巨大惡魔，跟死之惡魔合作將朝與淀治等人困於水族館內，後來被朝做出的水族館槍擊殺。
詛咒惡魔（聲：上田優子）
又稱為卡斯，本體不詳。可以透過契約者使用釘子傷害敵人數次後，現身將敵人殺死，代價是折壽。和早川秋、聖誕老人訂下契約。
蛇之惡魔
澤渡茜的契約惡魔，由人類的手臂組成蛇型的惡魔，可以使用頭部咬殺、吞噬或尾部打擊。
未來惡魔（聲：裕樹）
被公安關押的惡魔之一，外表為腹部中央有一隻眼睛的樹人，口頭禪是「未來最棒」，能讓契約者看見未來及敵人數秒後的行動。在秋之前有兩個公安與他簽訂契約，一個壽命折半，另一個則同時失去了視覺、嗅覺和味覺。秋在公安襲擊事件後找上他成為自己的新契約惡魔，並寄宿在秋的右眼中。曾向秋預言「你跟帕瓦會被淀治蹂躪致死。之後，惡魔們最懼怕的惡魔將會現身吧！」
蜘蛛惡魔

天使惡魔

颱風惡魔（聲：喜多村英梨）
外表為只有半顆腦袋的嬰兒，身旁被腸子組成的暴風圍繞。原與一名變態殺人犯締結契約要奪取淀治的心臟，在蕾潔與淀治跑到學校約會時用暴雨困住兩人，製造讓殺人犯動手的機會，在殺人犯反被蕾潔殺害後認出了她的身份，因為害怕被殺而轉向跟蕾潔合作。最後被淀治和比姆聯合殺死。
在第二部中，從朝的回憶中能得知，朝的母親是死於前一代颱風惡魔（頭部外貌為老人）所引起的災害。
皮膚惡魔
與美國三兄弟有契約，可以讓契約者變成觸碰過的屍體的外貌。
傀儡惡魔
「聖誕老人」的契約惡魔。被傀儡接觸到的人會變成傀儡，但是對惡魔和魔人無效。成為傀儡的人外型會變得像木偶，傀儡的手可以變成武器，亦有像活人一樣的精緻傀儡。「聖誕老人」曾利用大量傀儡追殺公安。
石之惡魔
日下部的契約惡魔。使用方法是要在地上畫個法陣，站在法陣上向敵人吹拂，敵人便會被石化。石之惡魔的本體在地獄遭黑闇惡魔秒殺，契約者日下部亦隨之死亡。
章魚惡魔
吉田博文的契約惡魔，能以蜷曲的手勢召喚出章魚觸手攻擊，或噴撒墨汁來迷惑敵人。曾在吞食文子的心臟後，巨大化成一個似女性頭部的惡魔，並將衰老惡魔困住。
地獄惡魔
與聖誕老人簽約的惡魔，本體似半人馬。曾以德國老人和他在德國的三個收養孩子的心，把百貨大樓裡的所有人送入地獄。也曾被公安召喚去殺死真紀真。
黑闇惡魔
在地獄的惡魔，是根源性的惡魔，從沒死亡，實力足以秒殺淀治等公安一行人，其他惡魔光是感應到其存在就會陷入痛苦甚至想要自殺。曾與聖誕老人訂下契約，借其力量去殺死真紀真。
血之惡魔

雞之惡魔／咕咕嗶
外型是一隻沒有頭的雞，綁著一個蝴蝶結。原本被朝的班級所飼養，並要在100天後殺來吃掉，但在全班同學決定下被留下活口。之後遭摔倒的朝壓扁慘死，最後班長透露實際上是她故意伸出腳使其摔倒。
正義惡魔
初登場時被稱為食客（お客），但當時未講明身份。其外型似巨大的毛毛蟲，身上長著一張嘴，可以將手部變形成槌子攻擊敵人，在地獄食用掉落惡魔的料理。吞下朝及淀治後，被那由多竄改其對人類的味覺而將兩人吐出，隨後因糟蹋料理的行徑被掉落惡魔擊殺。
後來才正式揭露其為「正義惡魔」，在故事中被描述為與鏈鋸人粉絲簽訂契約的惡魔，然而此惡魔死亡後，仍有人目擊其契約者使用能力，因此這些人並非真的與正義惡魔簽訂契約，而是火之惡魔。
蟑螂惡魔
蟑螂擬人化的惡魔，身上有外骨骼包裹，體型巨大。在城市中與淀治交戰後遭其殺死。
假鏈鋸人
目前有兩種類型，皆源於人類在誤信自身與正義之惡魔締結契約的情況下，實際上與火之惡魔訂立契約所導致的結果。
第一種類型為一般的鏈鋸人粉絲所化成，數量眾多，會無法控制力量地變身為假鏈鋸人。
第二種類型則是一位能夠保持理智並進行正常交流的個體，屬於特例。其初次登場時擊殺了惡魔化的裕子，隨後在朝與淀治遭遇掉落惡魔時協助兩人逃脫。被死之惡魔吃下後，遭其使喚對人類施加恐懼。
掉落惡魔
和黑闇惡魔同為根源性的惡魔，為一群被其引誘跳樓自殺之人的屍體組合拼接而成，外型似一名女性的主廚，受死之惡魔的委託來將朝與夜做成「主菜」。能使人類陷入對過去回憶的痛苦進而墜樓或是脫離地球重力而跌入地獄，再生能力很強，實力足以秒殺一群全副武裝的公安。
之後由於沒能讓食客吞下朝，而被死之惡魔給回收。
火之惡魔
被冒用成正義惡魔而真正與班長、裕子、假鏈鋸人等鏈鋸人粉絲簽約的惡魔，能讓契約者變化成自己所希望的模樣及使其擁有讀心能力，與其簽約的人數越多，力量越強。據巴爾艾姆的說法，全世界已有超過35萬人與之簽約。
本體一直躲藏在假鏈鋸人體內，直到淀治打敗假鏈鋸人，才現身於淀治面前。
斷頭台惡魔
由死之惡魔召喚出來的惡魔，頭部外型為鴿子，身體則為斷頭台，會不斷「啾尼——！」地叫。死之惡魔稱他為「小斷頭台（ギロチンちゃん）」。
衰老惡魔
根源性的惡魔，與公安關係友好，坐在地獄中的椅子上並以鏡子為媒介與人類對話、觀察與攻擊。能創造出讓人類永生不死、惡魔能力失效的封閉世界。自願以10000名日本幼童的性命為代價，被鏈鋸人吞噬，目的是為了看到人類永生後會產生什麼樣的新概念。
最後被淀治等人利用鏈鋸人胃部的特性，拖至自己的世界，強迫簽訂契約後將一行人放出去，也讓衰老惡魔打消被鏈鋸人吃掉的念頭。
口之惡魔
曾被鏈鋸人吞食的惡魔，讓世界上嘴巴的概念短暫消失。後來夜以鎗右腕鎧擊穿鏈鋸人腹部，使其掉出，讓嘴巴的概念復原。
雪之惡魔、苦味惡魔
此兩惡魔皆被波奇塔吞下，再讓淀治吐出來，目的是讓淀治重新想起以前美好的回憶（雪對應與秋、帕瓦的北海道旅行，苦味對應與蕾潔相處的咖啡館）。
戰車惡魔
因戰爭的概念所誕生的惡魔，也是戰爭惡魔的眷屬，本體外貌不詳。原本被關押在墨西哥灣，經夜的召喚成為「戰車左腕鎧」。

#### 魔人
帕瓦
血之魔人。
比姆
鯊魚魔人。
加爾加利
暴力魔人。
蘋茲
光星的四位同伴之一，四人中唯一有常識的魔人，扎著一個能做出表情與動作的馬尾，非常健談。能透過頭髮形成的圓圈看穿敵人擁有的契約惡魔。在地獄被黑闇惡魔切碎後，被「聖誕老人」做成人偶。
羅
光星的四位同伴之一，頭上有角的魔人，雙手常戴著手銬，能從口中噴出火焰。在地獄被黑闇惡魔切碎後，被「聖誕老人」做成人偶。
宇宙
光星的四位同伴之一，宇宙魔人。粉色頭髮，右半邊頭腦露出並有著愛心瞳孔，平常只會說「萬聖節」，但可以在自己的意識世界中正常說話。能力是將宇宙的所有知識注入他人意識中，獲得這些知識的人就只能思考「萬聖節」，她曾用此能力擊敗「聖誕老人」。後被真紀真殺死。
縫線少女
光星的四位同伴之一，本名不詳，全身布滿縫線，漫畫中未說過半句話。在光星被黑闇惡魔切碎後曾拔出光星眼罩下的箭，幫助她變身武器人。後被真紀真殺死。
釘子
釘子魔人。

#### 武器人
淀治
鏈鋸人。
武士刀（聲：濱野大輝（日本）；譚漢華（香港）；張騰（台灣））
武士刀人。黑幫少主，淀治前雇主（聲：廣田行生）的孫子，為了幫祖父報仇而攻擊淀治一行人。身體經過澤渡茜改造，和「刀之惡魔」的心臟融合，擁有變身成武士刀人的能力，發動能力的條件是拔出左手的刀。武器惡魔的狀態下頭戴一頂軍帽，並且能使用從頭部、雙手長出的武士刀進行攻擊。被淀治擊敗後慘遭他和秋處以踢下體之刑。後被真紀真支配並編入「對魔特異5課」，聲稱真紀真救過自己好幾次。
在第二部脫離真紀真的支配後，被編入對魔特異7課，依然痛恨淀治、鏈鋸人。
蕾潔（聲：上田麗奈）
炸彈人。淀治在雨天遇到的紫髮少女，於咖啡店打工並主動邀請淀治跟她單獨約會。體術高強，曾獨自反殺與颱風惡魔簽訂契約的殺人犯。真實身份是蘇聯人體實驗的產物「炸彈人」，目的為奪取淀治的心臟，發動能力的條件是拉開頸圈上的插銷。武器惡魔的狀態下頭部呈炸彈狀，穿戴著依附炸藥的圍裙以及炸彈引信組成的袖套，能以爆炸作為攻擊與移動手段。結束與淀治的戰鬥後，告訴淀治其實與其相遇後的言行和表情其實都是演技，但離開前對淀治產生好感，卻在赴約途中遭真紀真和天使惡魔殺害。之後遭真紀真支配並編入「對魔特異5課」，表示對男人和戀愛毫無興趣。
光星
弓箭人。
須鄉海里
長劍人。外貌為穿著連帽夾克的青年，「對魔特異5課」的一員。發動能力的條件是拔出右手的劍。變身後手臂會長出雙刃劍，頭部也會長出像兔子耳朵一樣的劍。
在第二部脫離真紀真的支配後，加入了鏈鋸人教會的「武器人類（ウェポンズ）」組織，並轉學到淀治的班上，代表教會邀請淀治加入。
武器人・槍
外貌為戴著眼鏡的短髮男性，有抽菸的習慣，「對魔特異5課」的一員。發動能力的條件是從脊髓拔出長槍，拔出的長槍可以作為武器使用。變身後頭部會變成槍頭的形狀。
在第二部脫離真紀真的支配後，加入了鏈鋸人教會的「武器人類」組織。
武器人・鞭子
有著一頭短捲髮，眼神兇惡、看似年輕的女性，但實際上已82歲，「對魔特異5課」的一員。發動能力的條件是打響手指。變身後頭部和手臂呈分枝多數的鞭子形狀。
在第二部脫離真紀真的支配後，加入了鏈鋸人教會的「武器人類」組織。
巴爾艾姆・布里奇
火焰發射器人。外貌為留著中長髮大背頭的高大男性，「對魔特異5課」的一員。發動能力的條件是啟動臼齒的開關。變身後雙臂會變成火焰發射器，頭部變成燃料箱，可以放出火焰。
在第二部脫離真紀真的支配後，加入了鏈鋸人教會的「武器人類」組織，也是鏈鋸人教會的副總帥。髮型則改為馬尾。對真紀真極為崇拜，相信她能為世界帶來真正的和平，但因為鏈鋸人殺死了她而憎恨著鏈鋸人。
在教會動亂後，將那由多的頭顱放在迴轉壽司盤上展示給淀治看，意圖讓波奇塔以鏈鋸人的形態現身，後被盛怒的淀治扭斷脖子。

#### 鏈鋸人的眷屬
於漫畫第83話中提及，目前共有八人，幾乎都以身體殘缺的方式出現在該話，其名字都與九大天使相關。目前對於鏈鋸人的眷屬的概念描寫並不多，但眷屬中的帕瓦、比姆、加爾加利、普琳西、天使五人在此概念揭曉前就已於對魔特異4課中活躍。其餘三人目前僅能於漫畫第83話得知其姓名及外貌，分別為：
賽拉菲姆
擁有如昆蟲的頭部及翅膀，對應位階為熾天使（Seraphim）。
多米尼翁
擁有四隻眼睛、四個耳朵，及如動物般的鼻子和手部，對應位階為主天使（Dominions）。
巴契
沒有頭部，四肢為爪子的形狀，對應位階為力天使（Virtues）。

#### 四騎士
以啟示錄中的四騎士為名的四名惡魔姊妹，共同特徵為圈狀的瞳孔，並且知曉被鏈鋸人吞噬的惡魔之名。據真紀真的說法，她曾想利用鏈鋸人的力量消除其他三名騎士。
支配惡魔

戰爭惡魔

死之惡魔
第四東高等學校中的惡魔獵人社團兼學生會的成員之一。平常幾乎面無表情、歪斜著頭部，臉上有許多痣，佩戴著形似鏈鋸拉環的耳環，曾因試圖自殺而掏空臟器，腹部有著開口，食量非常大。
一直冒充妹妹飢餓惡魔——希雅的身份，真實身份是四騎士中的大姊「死之惡魔」，也是「諾斯特拉達穆斯預言」中所述的「恐怖大王」，據那由多的說法是「擁有最被懼怕之名的超超最強的惡魔」。
在故事中聲稱為了對付「諾斯特拉達穆斯預言」（死之惡魔降臨），以免人間進入惡魔的時代導致美食消失，因而操縱著正義惡魔、鏈鋸人教會等事件的發生，想以此讓鏈鋸人及戰爭受到眾人恐懼，成為強大的惡魔。
能使喚被自己殺死的對象。
希雅／飢餓惡魔
真正的飢餓惡魔，四騎士的二姊，一直被死之惡魔冒用其身份。性格古怪，戰鬥能力不佳，但擁有吸收生命並再生的能力。在人類社會陷入一片混亂之中時轉學過來，聲稱要拯救人類。
被死之惡魔吃下後，遭其使喚對人類施加恐懼。

### 第四東高等學校
第二部故事的主舞台，位於東京的一所高中，已知三鷹朝、淀治和吉田博文等人都在此就讀。
班長
本名不詳的短髮少女。表面上關心無法融入班級的朝，但實際上因為自己愛慕的田中老師喜歡的人其實是朝，而對她心生嫉妒，而用計讓朝不小心殺死咕咕嗶使得她成為全班的公敵。在和田中老師約出朝要前往替咕咕嗶掃墓的途中露出本性，使用了與「正義惡魔」簽訂契約所得到的力量殺死了朝，但在夜佔據朝的身體後，被「手榴彈」和田中老師一起炸死。
田中老師
朝的班主任，私底下和班長有不正常的肉體關係，同時對朝抱有愛慕之情。在與朝和班長一起去替咕咕嗶掃墓的途中，夜佔據了朝的身體並將其作成名為「田中脊髓劍」的武器使用，事後與班長一起被炸死。
裕子
與朝在惡魔獵人社團考試同隊的女生，短髮並戴著眼鏡，因雙親被殺害而立志成為惡魔獵人。看到被霸凌的朝後，伸出援手並因此成為了朝少數的朋友。
與「正義惡魔」簽訂契約之後，想利用自認為的正義及力量，為朝除去霸凌者，而大鬧校園。事件過後化為惡魔般的外型，為了找回恢復的辦法而與朝訣別，但隨即遭不明身份的假鏈鋸人殺害。
伊勢海遙
惡魔獵人社團社長兼學生會長，高傲自大的男學生。初次遇到朝時向朝展示了自己胸口的起動器，並自稱自己是鏈鋸人，但後來坦白該起動器是透過手術安裝上去的。鏈鋸人的忠實粉絲。
在掉落惡魔事件後擔任鏈鋸人教會的宣傳大使，並在教會動亂後被作為政治犯關押。
亞國正義
惡魔獵人社團兼學生會的成員之一，高壯的男學生。曾在裕子襲擊校園時挺身與之對抗，但因此右眼失明。在教會動亂後被作為政治犯關押。
東山野花
惡魔獵人社團兼學生會的成員之一，瘦小的男學生。由於跟東山小紅同姓氏，且小紅曾提及她家中有多個兄弟姊妹，又外表及個性相仿，疑似為其親屬，但目前漫畫未真正說明其關係。在教會動亂後被作為政治犯關押。

## 出版書籍

### 漫畫
《鏈鋸人》於2018年12月3日在集英社的《週刊少年Jump》2019年1號上開始連載。在北美地區，VIZ Media因其「Jump Start」計劃而發行了《週刊少年Jump》數位版的前三話。而之後的話數則改在《少年Jump》數位平台上發布。自2019年1月以來，集英社還在應用程式和《Manga Plus》上同步發布了該作的英文版本。1~11卷為第一部「公安篇」，12卷開始為第二部「學園篇｣。
| 集數 | 日文標題       | 中文標題       | 集英社        | 集英社                 | 東立出版社                    | 東立出版社                                                  | 封面人物                                   |
| 集數 | 日文標題       | 中文標題       | 發售日期      | ISBN                   | 發售日期                      | ISBN / EAN                                                  | 封面人物                                   |
| ---- | -------------- | -------------- | ------------- | ---------------------- | ----------------------------- | ----------------------------------------------------------- | ------------------------------------------ |
| 1    |                | 狗與鏈鋸       | 2019年3月4日  | ISBN 978-4-08-881780-4 | 2019年8月1日                  | ISBN 978-957-26-3738-8                                      | 鏈鋸人                                     |
| 2    |                | 鏈鋸人VS蝙蝠   | 2019年5月2日  | ISBN 978-4-08-881831-3 | 2019年10月30日                | ISBN 978-957-26-3739-5                                      | 帕瓦                                       |
| 3    |                | 殺死淀治       | 2019年8月2日  | ISBN 978-4-08-882016-3 | 2019年12月12日                | ISBN 978-957-26-3930-6                                      | 姬野                                       |
| 4    |                | 鎗為強         | 2019年10月4日 | ISBN 978-4-08-882075-0 | 2020年3月26日                 | ISBN 978-957-26-4297-9                                      | 早川秋                                     |
| 5    |                | 未成年         | 2020年1月4日  | ISBN 978-4-08-882171-9 | 2020年5月8日                  | ISBN 978-957-26-4749-3                                      | 武士刀、鏈鋸人                             |
| 6    |                | 磅、磅、磅     | 2020年3月4日  | ISBN 978-4-08-882224-2 | 2020年6月19日                 | ISBN 978-957-26-5050-9                                      | 蕾潔、鏈鋸人                               |
| 7    |                | 夢境中         | 2020年6月4日  | ISBN 978-4-08-882328-7 | 2020年10月6日                 | ISBN 978-957-26-5466-8                                      | 淀治、師傅、美國三兄弟長男、光星、聖誕老人 |
| 8    |                | 超亂七八糟     | 2020年8月4日  | ISBN 978-4-08-882376-8 | 2020年12月7日                 | ISBN 978-957-26-5696-9                                      | 鏈鋸人、弓箭人                             |
| 9    |                | 洗澡           | 2020年11月4日 | ISBN 978-4-08-882470-3 | 2021年1月21日                 | EAN 471060104434-6（首刷限定版）                            | 早川秋、天使惡魔                           |
| 9    | 2021年1月28日  | 洗澡           | 2020年11月4日 | ISBN 978-4-08-882470-3 | ISBN 978-957-26-6110-9        |                                                             | 早川秋、天使惡魔                           |
| 10   |                | 狗的心情       | 2021年1月4日  | ISBN 978-4-08-882527-4 | 2021年4月19日                 | ISBN 978-957-26-6748-4（首刷限定版） ISBN 978-957-26-6378-3 | 真紀真                                     |
| 11   |                | 加油！鏈鋸人！ | 2021年3月4日  | ISBN 978-4-08-882576-2 | 2021年6月28日                 | ISBN 978-957-26-7100-9（首刷限定版）                        | 淀治                                       |
| 11   | 2021年7月5日   | 加油！鏈鋸人！ | 2021年3月4日  | ISBN 978-4-08-882576-2 | ISBN 978-957-26-6761-3        |                                                             | 淀治                                       |
| 12   |                | 鳥與戰爭       | 2022年10月4日 | ISBN 978-4-08-883271-5 | 2022年12月16日                | ISBN 978-626-347-695-0（首刷限定版）                        | 夜                                         |
| 12   | 2022年12月23日 | 鳥與戰爭       | 2022年10月4日 | ISBN 978-4-08-883271-5 | ISBN 978-626-347-467-3        |                                                             | 夜                                         |
| 13   |                | 劇透           | 2023年1月4日  | ISBN 978-4-08-883316-3 | 2023年5月4日                  | ISBN 978-626-360-552-7（首刷限定版）                        | 裕子                                       |
| 13   | 2023年5月11日  | 劇透           | 2023年1月4日  | ISBN 978-4-08-883316-3 | ISBN 978-626-360-217-5        |                                                             | 裕子                                       |
| 14   |                | 好想看企鵝！   | 2023年4月4日  | ISBN 978-4-08-883464-1 | 2023年7月24日                 | ISBN 978-626-372-070-1（首刷限定版） ISBN 978-626-360-780-4 | 死之惡魔                                   |
| 15   |                | 前菜           | 2023年8月4日  | ISBN 978-4-08-883598-3 | 2023年12月11日                | ISBN 978-626-020-311-5（首刷限定版）                        | 掉落惡魔                                   |
| 15   | 2023年12月18日 | 前菜           | 2023年8月4日  | ISBN 978-4-08-883598-3 | ISBN 978-626-372-823-3        |                                                             | 掉落惡魔                                   |
| 16   |                | 普通的幸福     | 2023年12月4日 | ISBN 978-4-08-883701-7 | 2024年3月21日                 | ISBN 978-626-021-061-8（首刷限定版）                        | 須鄉海里                                   |
| 16   | 2024年3月28日  | 普通的幸福     | 2023年12月4日 | ISBN 978-4-08-883701-7 | ISBN 978-626-020-755-7        |                                                             | 須鄉海里                                   |
| 17   |                | 鎗、釘、刀     | 2024年4月4日  | ISBN 978-4-08-884035-2 | 2024年7月22日                 | ISBN 978-626-02-2058-7（首刷限定版） ISBN 978-626-02-1646-7 | 吉田博文                                   |
| 18   |                | 大家都是寵物   | 2024年8月2日  | ISBN 978-4-08-884155-7 | 2024年11月21日 2024年11月28日 | ISBN 978-626-02-2959-7（首刷限定版） ISBN 978-626-02-2670-1 | 那由多                                     |
| 19   |                | 平常的風景     | 2024年12月4日 | ISBN 978-4-08-884313-1 | 2025年6月27日 2025年7月4日    | ISBN 978-626-02-4750-8（首刷限定版） ISBN 978-626-02-4011-0 | 三船文子                                   |
| 20   |                | 二子           | 2025年4月4日  | ISBN 978-4-08-884471-8 |                               |                                                             | 三鷹朝                                     |
| 21   |                | 吐吧！         | 2025年7月4日  | ISBN 978-4-08-884593-7 |                               |                                                             | 希雅                                       |
| 22   |                |                | 2025年9月4日  | ISBN 978-4-08-884669-9 |                               |                                                             |                                            |

### 小說
作者為菱川沙角（菱川さかく），書的封面及插圖則由漫畫原作的藤本樹負責。
| 日文標題 | 中文標題        | 集英社（叢書名：JUMP j BOOKS） | 集英社（叢書名：JUMP j BOOKS） | 東立出版社（叢書名：炫小說） | 東立出版社（叢書名：炫小說） | 北京联合出版公司 | 北京联合出版公司       |
| 日文標題 | 中文標題        | 發售日期                       | ISBN                           | 發售日期                     | ISBN                         | 發售日期         | ISBN                   |
| -------- | --------------- | ------------------------------ | ------------------------------ | ---------------------------- | ---------------------------- | ---------------- | ---------------------- |
|          | 鏈鋸人 最佳拍檔 | 2021年11月4日                  | ISBN 978-4-08-703518-6         | 2022年2月8日                 | ISBN 9789572685471           | 2023年8月31日    | ISBN 978-7-5596-6883-7 |

## 迴響
在一項約18萬人參與投票的結果表示，《鏈鋸人》被選為「最希望被改編成動畫的漫畫」排名第10。2020年日本書店店員票選推薦漫畫排行中，《鏈鋸人》排名第2。本作於宮脇書店主辦的Miyawaki Comic Awards（ミヤコミ）2020被遴選為獲獎作品之一，2020年12月，《鏈鋸人》在2021年版的《這本漫畫真厲害！》贏得男生篇第一名。
2021年1月，官方宣布單行本發行量突破640萬冊。2021年6月，發行量突破1100萬冊。於動畫開播前夕的2022年10月，官方宣布發行量已突破1700萬冊。2023年1月動畫第一季播映完畢後，單行本發行量也已突破2300萬冊。2023年8月，發行量突破2600萬冊。2024年12月，發行量突破3000萬冊。
2022年7月日本博覽會中，《鏈鋸人》獲頒金達摩獎漫畫類最佳劇本和最佳繪畫。

## 動畫
2020年11月10日，名為「chainsawman.dog」的網站於日本被註冊，不久便在相關的網路社群引發《鏈鋸人》是否將推出動畫版的討論。同年12月14日，官方宣布《鏈鋸人》將由MAPPA製作並改編為電視動畫，而「chainsawman.dog」也公開為動畫的官方網站。2021年6月27日，在MAPPA十週年紀念活動「MAPPA STAGE 2021 -10th Anniversary-」上公佈電視動畫的製作陣容，並公開一條宣傳影片。於2022年10月11日起在東京電視台首播。
2023年12月17日於Jump Festa 2024宣布《劇場版『鏈鋸人 蕾潔篇』》製作確定，並公開其宣傳預告片。本片預定於2025年9月19日上映。

## 備註
1. ↑  在此前，藤本樹的作品主要在《Jump Square》、《Jump SQ.19（日语：ジャンプSQ.19）》及《少年Jump+》上刊載作品。
2. ↑  東立在《寶島少年》連載初期又譯「真希真」。
3. ↑  並非第一部真紀真率領的5課，是第二部重新成立的。
4. ↑  此角色目前沒有正式名稱，蟬男為日本網友討論時使用的稱呼

## 外部連結
- 集英社官方網站 （页面存档备份，存于）（日語）
- 漫畫官方網站 第一部（日語）
- 漫畫官方網站 第二部（日語）
- 鏈鋸人（漫畫）在動畫新聞網百科全書中的資料（英文）
- 鏈鋸人的X（前Twitter）